# The Future of Another Timeline
The Future of Another Timeline é um romance de ficção científica de 2019 de Annalee Newitz. A aventura feminista de viagem no tempo acompanha Tess, uma viajante profissional do tempo, geocientista e secretamente membro das Daughters of Harriet (Tubman), que estão trabalhando para tornar o futuro melhor para as mulheres.

## Sinopse
Em 1992, após um confronto em um show do riot grrrl, Beth, de 17 anos, se vê em um carro com o namorado abusivo de sua amiga morto no banco de trás e concorda em ajudar suas amigas a esconder o corpo. O evento coloca as jovens em um caminho de crescente violência e vingança, à medida que elas percebem quantas outras jovens no mundo também precisam de proteção.
Em 2022, Tess é uma geóloga que faz parte de uma equipe de acadêmicos viajantes do tempo e se transporta para momentos-chave da história para mudar a linha do tempo e criar um futuro melhor. Mas reescrever a linha do tempo não é tão simples quanto parece. Como Tess observa, “a mudança nunca é linear e óbvia. Muitas vezes o progresso só se torna detectável quando inspira uma reação desesperada”. As histórias de Tess e Beth se entrelaçam à medida que a guerra irrompe na linha do tempo — um grupo de homens anti-mulheres, do tipo incel, vindo do futuro está ameaçando destruir a viagem no tempo e deixar apenas um pequeno grupo com o poder de moldar o passado, o presente e o futuro, no qual as mulheres foram geneticamente modificadas para a subserviência. Este grupo se dedica a deter Tess e seus colegas a qualquer custo.
Tess viaja de volta no tempo para a Feira Mundial de Chicago de 1893, onde ela e seu grupo enfrentam o moralista do século XIX e cruzado antiplanejamento familiar Anthony Comstock, a inspiração para a cabala futurista. Ao longo do filme, Tess salta para frente e para trás, entre seu presente e a década de 1990 de Beth, vivenciando diferentes futuros que se desenvolvem ao longo do caminho. Por exemplo, em todas as linhas do tempo, Beth faz um aborto depois de engravidar de Hamid. Mas na linha do tempo original, na qual o aborto é ilegal, a experiência é traumática e humilhante, enquanto na linha do tempo editada por Tess e seus amigos, é um procedimento respeitoso e profissional, e a ausência de trauma permite que Beth se reconecte com Hamid. Isso a leva a contar a ele sobre o comportamento abusivo de seu pai, e o apoio dele lhe dá coragem para recorrer às autoridades e se afastar de seus pais.

## Temas
Os viajantes do tempo e as Daughters of Harriet estão preocupados com questões centrais à ideia de viagem no tempo: Qual a melhor forma de alcançar a mudança? O que causa a mudança para começar? Exatamente de quem é a história suprimida e porquê, e de quem acaba por ser privilegiado? Um viajante do tempo do futuro, Morehshin, acredita em cortar o passado até o âmago - simplesmente matar Comstock e seus seguidores para preservar os direitos das mulheres. Entretanto, além de quaisquer objeções morais a esse caminho, a consideração filosófica surge com a teoria de que livrar o mundo de um influenciador ruim pode simplesmente abrir caminho para outro; que as forças sociais em jogo continuarão na mesma direção, independentemente do jogador.
Uma das líderes das Filhas, Anita, se opõe ao que ela vê como uma adesão à teoria do Grande Homem, que postula que grandes mudanças históricas são causadas pelas ações de atores específicos (geralmente homens brancos privilegiados). Ela acredita na mudança a partir da base, através do ativismo, também conhecido como teoria da ação coletiva. Suas crenças são apoiadas por suas próprias ações como viajante do tempo: ela forneceu ajuda aos escravos rebeldes no Haiti e retornou a um mundo menos racista do que aquele de onde veio originalmente.
A experiência dos personagens, no entanto, não nega completamente o uso da violência, como no caso dos muitos homens predadores nas festas dos anos 1990, onde todos sabiam o que estavam fazendo, mas nunca intervinham. O romance não julga negativamente uma resposta de violência por parte daqueles que são vítimas de violência que é normalizada e até valorizada.

## Recepção
Os críticos receberam Another Timeline com elogios, citando em particular sua relevância política.
A crítica da NPR de Another Timeline elogia como Newitz construiu e lidou com um enredo complexo de um tipo que frequentemente cai em tropos e continuou: " Another Timeline é um romance revolucionário no sentido de que é sobre revoluções. Grandes e pequenas, violentas e psicológicas. É, por um lado, uma peça de ficção científica contemporânea fortemente feminista sobre os perigos da viagem no tempo acessível, até onde algumas pessoas vão para impor sua visão de mundo e o que é preciso para resistir. Por outro lado, é uma pequena história pessoal".
Kirkus Reviews chama Another Timeline de "Uma aventura ambiciosa que continua trazendo surpresas", destacando o desenvolvimento cuidadoso dos personagens e o enredo acelerado, que finalmente é amarrado com "uma sutileza de tirar o fôlego". Em sua crítica ao Chicago Tribune, Gary K. Wolfe considera as regras de viagem no tempo de Newitz desnecessariamente complexas, mas escreve que "Newitz mais do que compensa isso com [seu] retrato vívido do barulhento South Side de Chicago durante a Feira Mundial — revelando incidentalmente os papéis importantes pouco conhecidos que as mulheres desempenharam naquele espetáculo — e especialmente com [seu] retrato da jovem aspirante a punk Beth tentando negociar seu caminho através de uma adolescência problemática na década de 1990".
Brendan Buck elogiou: "A boa luta de Newitz é descaradamente feminista, com ênfase na interseccionalidade racial e de gênero... The Future of Another Timeline pode ser o romance mais político em um ano que lança uma sequência de Handmaid's Tale, The Testaments, mas certamente refuta que a ficção científica baseada em questões precisa ser menos divertida do que aventuras supostamente 'apolíticas'. Tem uma grande quantidade de momentos de socos no ar... É tão bom em tantos aspectos que duvido que vivamos em uma linha do tempo onde seja desprezado por um Hugo."
O crítico do Los Angeles Times, Cory Doctorow também deu uma crítica positiva a Another Timeline: "A premissa que Newitz estabelece é bem maluca — uma guerra de edição no estilo Wikipedia de viagem no tempo entre defensores dos direitos dos homens e guerreiros da justiça social. Embora haja muita ação leve e rápida aqui, a história também tem um coração pulsante, claustrofóbico e distópico... Os Comstockers de Newitz são muito reais e presentes para serem mera sátira. Isso porque muito de sua ideologia é retirada literalmente de fóruns de direitos dos homens, cultos incel assassinos e autoparódia do 'Iluminismo Sombrio'... O resultado é um livro cheio de coração, consequências, riscos, ação e surpresas. Newitz combina pesquisa histórica primorosamente renderizada com uma ficção científica complexa, a premissa de viagem no tempo cuja lógica interna é bem pensada, lançando todos os tipos de quebra-cabeças difíceis para seus personagens resolverem... Este é um livro e tanto do começo ao fim e não poderia ser mais oportuno."
Jane Huang em Paste: "The Future of Another Timeline ostenta uma agenda feminista descaradamente queer. Com sua pesquisa completa e incorporação de figuras e eventos históricos importantes, Newitz cria um conto que ilumina o quão frágeis são os direitos das mulheres... Leitores feministas se juntarão prontamente a Tess em sua missão, mas leitores que ainda não estão a bordo podem se sentir ainda mais alienados. A urgência das questões femininas em nosso próprio tempo, no entanto, necessita dessa mão pesada... Embora tenha falhas no desenvolvimento de seu personagem, The Future of Another Timeline é um comentário social relevante disfarçado de conto de advertência."

## Prémios
- Finalista do Prêmio Locus de Melhor Romance de Ficção Científica (2020)[11]
- Indicado ao prêmio Goodreads Choice Award de Ficção Científica (2019)
- Vencedor do prêmio Sidewise de história alternativa 2019